# Karl Edel (Politiker)
Karl Friedrich Wilhelm Edel, auch Carl Franz Wilhelm Edel, seit 1879 von Edel (* 10. August 1806 in Aschaffenburg; † 16. September 1890 in Würzburg) war ein deutscher Jurist, Hochschullehrer und Politiker.
Edel studierte von 1821 bis 1826 zunächst am Lyzeum Philosophie, dann Rechtswissenschaften in Aschaffenburg, anschließend in Würzburg und Heidelberg. 1834 wurde er Landgerichtsassessor in Landshut und Straubing, 1836 war er am Landgericht Kissingen tätig. 1838 wurde er Regierungsassessor in Würzburg und von 1840 bis zu seinem Tod war Edel Professor für Kriminalrecht an der Universität Würzburg. Er verfasste zahlreiche Kommentare, insbesondere zum Polizeirecht und zu bayerischen Verfassungsfragen.
Edel gehörte dem Vorparlament an und war von Mai 1848 bis Ende Mai 1849 Abgeordneter für Hofheim in der Frankfurter Nationalversammlung. Er gehörte in der Paulskirche dem Geschäftsordnungsausschuss und dem Verfassungsausschuss an und war maßgeblich an der Ausarbeitung wichtiger Gesetzen beteiligt.
1845 bis 1847 sowie 1855 bis 1861 war er als Liberaler Mitglied des bayerischen Landtages. Von 1868 bis 1871 war er fraktionsloses Mitglied des Zollparlaments und von 1871 bis 1874 fraktionsloser Abgeordneter im Reichstag, in dem er den Wahlkreis Schwaben 5 (Kaufbeuren) vertrat.
Karl Edel war befreundet mit dem Würzburger Medizinprofessor Carl Friedrich von Marcus. 1876 war Edel Gründungsvorsitzender der Sektion Würzburg des Deutschen Alpenvereins. Nach ihm ist die Karl-von-Edel-Hütte benannt.

## Schriften
- Gedächtnisrede für Carl Friedrich von Marcus. In: Würzburger Naturwissenschaftliche Zeitung. Band 3, 1862, S. XXV–LVI.